# 青年ユニオン
青年ユニオン（せいねんユニオン）は、2000年に結成された首都圏青年ユニオンに影響をうけ、青年を中心に年齢の共通性に基づいて各地で組織された労働組合の総称。いずれも全国労働組合総連合の系列である。
2006年頃から職場や企業を横断した非正規労働者によるユニオンの結成が目立つようになったと指摘されている。